# Bakit Szarszekbajev
Bakit Szarszekbajev (kazakul: Бақыт Сәрсекбаев, oroszul: Бакыт Абдирахманович Сарсекбаев [Bakit Abgyirahmanovics Szarszekbajev]; Pavlodar, Kazah SZSZK, 1981. november 29. –) olimpiai bajnok kazak ökölvívó.
Magassága: 173 cm.

## Eredményei
- 2006-ban aranyérmes az ázsiai játékokon.
- 2008-ban olimpiai bajnok váltósúlyban.
- kazak nemzeti bajnok (2004, 2005, 2006, 2007)